# Ровета
Ровѐта (на италиански: Rovetta; на ломбардски: Rueta, Руета) е малкло градче и община в Северна Италия, провинция Бергамо, регион Ломбардия. Разположено е на 650 m надморска височина. Населението на общината е 4182 души (към 2017 г.).